# Книга ремёсел
«Книга ремёсел» (фр. Livre des métiers) — корпоративный кодекс, перечень-устав ста парижских ремёсел и промыслов 13 века, составленный ок. 1268 года по распоряжению парижского прево Этьена Буало, и лёгший в основу всех профессиональных регламентаций в столице и затем во всей Франции. Устав, с целью дисциплинирования промыслов и ремёсел и удовлетворения судебно-административных и фискальных интересов короля, вносил чрезвычайную регламентацию в действия цеховиков, ремесленников и людей, живших промыслом; нарушители платили штраф в пользу короля. Оригинал сгорел в 18 веке; сохранились копии.
Текст содержал разделы:
- изготовление и продажа пищевых продуктов,
- обработка металлов,
- текстильное,
- кожевенное,
- седельное производства и т. д.